# アルベルト・ベッティオル
アルベルト・ベッティオル（Alberto Bettiol、1993年10月29日 - ）はイタリア、ポッジボンシ出身の自転車競技選手。

## 経歴

### 2014
- キャノンデール・プロサイクリングでプロデビュー。[2]

### 2016
- ジロ・デ・イタリアでグランツール初出場。

### 2017
- ツール・ド・フランスに初出場。

### 2018
- BMC・レーシングチームへ移籍。

### 2019
- EFエデュケーションファースト・プロサイクリングへ移籍。[3]
- レースの格式の高さから「クラシックの王様」と称されるロンド・ファン・フラーンデレンで残り17kmから独走。プロ初勝利(チームタイムトライアル除く)をあげる。[4]

## 主な戦績

### 2018
- ティレーノ〜アドリアティコ 区間優勝(第1ステージ・チームタイムトライアル)

### 2019
- ロンド・ファン・フラーンデレン 優勝

### 2020
- エトワール・ド・ベセージュ 区間優勝（第5ステージ・個人タイムトライアル）

### 2021
- ジロ・デ・イタリア 区間優勝（第18ステージ）

### 2023
- ツアー・ダウンアンダー 区間優勝（プロローグ）

### 2024
- ミラノ〜トリノ 優勝
- ブックル・ドゥ・ラ・マイエンヌ  総合優勝（第2ステージ優勝）